# Жертвенник (в православном храме)

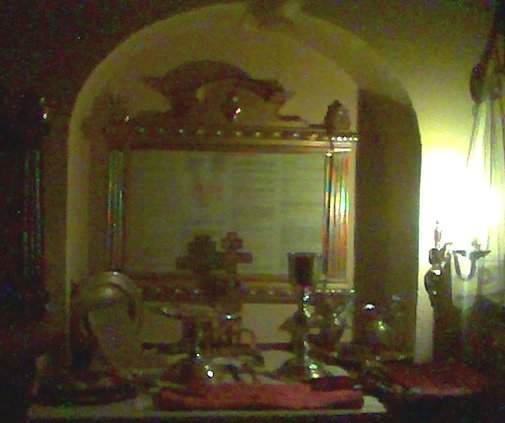
Жертвенник с установленными на нем потиром и дискосом

Же́ртвенник — стол в алтаре православного храма, на котором совершается  проскомидия — готовится жертва для совершения Евхаристии: хлеб и вино. Жертвенник имеет четырёхугольную форму и как престол облачён в такие же «одежды».
В древности жертвенник находился вне алтаря и представлял собой отдельное помещение, куда христиане возлагали принесённые дары (хлеб и вино), из которых затем священник отбирал лучшие дары для совершения Евхаристии. В византийских и древнерусских храмах для жертвенника отводилось отдельное помещение в северной части алтаря, также называемое жертвенником. Чаще всего оно имело форму апсиды. Симметрично, с юга к алтарю примыкал диаконник, где устраивалась ризница.
В настоящее время жертвенник размещается у северной стены алтаря слева от горнего места, а иногда в особо отделённой части алтаря (также с левой стороны), называемой диаконником. На нём хранятся священные сосуды до их употребления на литургии.